# Gloeochaete
Gloeochaete, monotipski rod dodijeljen koljenu Glaucophyta, carstvo Plantae i podcarstvo Biliphyta. Smještena je u vlastitu porodicu Gloeochaetaceae, i s rodom Cyanoptyche u red Gloeochaetales. Jedina priznata vrsta je G. wittrockiana. To je modro-zelena alga mikroskopske veličine koja je pronađena u slatkim vodama nekih europskih država: Britanski otoci, europski dio Turske, Španjolska, Nizozemska, Slovačka, te u Gruziji.
Vrsta G. protogenita Kutzing iz Rumunjske, još nije priznata, jer nije potvrđena od taksonomskog urednika.

## Sinonimi
- Gloeochaete bicornis Kirchner